# Xian de Chengwu
Le xian de Chengwu (成武县 ; pinyin : Chéngwǔ Xiàn) est un district administratif de la province du Shandong en Chine. Il est placé sous la juridiction de la ville-préfecture de Heze.

## Démographie
La population du district était de 622 871 habitants en 1999.